# 뱅크 오브 아메리카 센터 (로스앤젤레스)
뱅크 오브 아메리카 센터(Bank of America Center)는 미국 캘리포니아 로스앤젤레스에 위치한 마천루이다. 이 타워는 로스앤젤레스에서 다섯 번째로 높은 건물이자 미국에서 92번째로 높은 건물이다. 2009년에는 로스앤젤레스 카운티의 오피스 빌딩 중 가장 높은 평가 가치를 기록했다.

## 같이 보기
- 로스앤젤레스의 마천루 목록
- 미국의 마천루 목록

1. ↑  Agency, Wise Creative. “Bank of America Plaza Building: History, Architecture, and Facts” (미국 영어). 2025년 2월 4일에 확인함.